# Хусін Бенаяда
Хусін Бенаяда (фр. Houcine Benayada, араб. حسين بن عيادة, нар. 8 серпня 1992, Оран) — алжирський футболіст, правий захисник туніського клубу «Етюаль дю Сахель» і національної збірної Алжиру.

## Клубна кар'єра
Народився 8 серпня 1992 року в місті Оран. Вихованець футбольної школи місцевого «АСМ Оран». Дорослу футбольну кар'єру розпочав 2010 року в основній команді того ж клубу, в якій провів п'ять сезонів, взявши участь у 95 матчах чемпіонату. 
Своєю грою за цю команду привернув увагу представників тренерського штабу клубу «УСМ Алжир», до складу якого приєднався 2015 року. Гравцем основного складу у новій команді не став, утім здобув за результататами сезону 2015/16 титул чемпіону Алжиру.
Влітку 2016 року перебрався до клубу «Константіна», у складі якого провів наступні чотири роки своєї кар'єри гравця. В сезоні 2017/18 знову ставав чемпіоном Алжиру. Більшість часу, проведеного у складі «Константіни», був основним виконавцем на правому флагнзі захисту.
2020 року перейшов до туніської «Етюаль дю Сахель».

## Виступи за збірну
2019 року дебютував в офіційних матчах у складі національної збірної Алжиру.
У складі збірної був учасником Кубка африканських націй 2021 року, що проходив на початку 2022 року в Камеруні.

## Титули і досягнення
- Переможець Кубка арабських націй: 2021